# Creu de terme de Castelldefels
La Creu de terme és una obra del municipi de Castelldefels (Baix Llobregat) declarada bé cultural d'interès nacional. És una creu de terme, actualment escapçada. Només conserva la magolla, el fust i la base de suport a la qual se li atribueix un possible origen romànic. La creu pròpiament dita no s'ha conservat i tampoc es té referència de com deuria ser. El fust és hexagonal i la magolla, també de perfil sisavat, està esculpida amb baixos relleus, ara molt deteriorats i de difícil identificació. No se sap el seu emplaçament original, però l'any 1932 ja estava en el lloc actual.